# Dólar de Singapur
El dólar de Singapur (en chino: 新加坡元, en tamil: சிங்கடாலர் வெள்ளி, en malayo: ringgit singapura) es la moneda de curso legal de Singapur. Se divide en 100 centavos (¢) y su código ISO 4217 es SGD. Normalmente se suele abreviar utilizando el símbolo del dólar y añadiendo la letra S para diferenciarlo de otros dólares: S$.

## Historia
Entre 1845 y 1939 Singapur utilizó el dólar del Estrecho. Éste fue sustituido por el dólar malayo y, desde 1953, el dólar de Malaya y Borneo, que fueron emitidos por el Consejo Monetario para Malaya y Borneo.
Singapur siguió utilizando la moneda común hasta que se integró en Malasia en 1963, pero dos años después se independizó, y se desligó la unión monetaria con Malasia y Brunéi. El 7 de abril de 1967, Singapur estableció un Consejo Monetario y emitió las primeras monedas y billetes. De todas formas, el dólar de Singapur se cambiaba a la par con el ringgit malayo hasta 1973, y hoy en día mantiene esa intercambiabilidad con el dólar de Brunéi.
Al principio, el dólar de Singapur se fijó a la libra esterlina con una tasa de cambio de 60 SGD = 7 GBP. Esta tasa se mantuvo hasta la decimalización de todas las monedas basadas en la libra esterlina a principios de los años 1970. Tras este cambio, Singapur fijó su tasa de cambio en base al dólar durante un corto periodo de tiempo. Con el desarrollo económico del país y la diversificación de sus intercambios entre distintos países, Singapur fijó su tasa de cambio definitiva a una cesta de divisas entre 1973 y 1985. Desde 1985 en adelante, Singapur adoptó un sistema de mercado basado en el régimen de cambio de divisas, en el que el dólar de Singapur tenía la propiedad de ser una moneda fluctuante, pero fuertemente controlada por la Autoridad Monetaria de Singapur en comparación con las demás divisas con las que Singapur realizaba intercambios. Esto en teoría le da un mayor control al gobierno de Singapur sobre la inflación importada y para asegurar que las exportaciones sean más competitivas. El 1 de octubre de 2002 el Consejo Monetario de Singapur se disolvió, y sus funciones y competencias fueron asumidas por la Autoridad Monetaria de Singapur.
Toda la moneda singapurense en circulación está completamente respaldada por activos internacionales, de modo de mantener la confianza pública. Las reservas internacionales se ubicaban en USD 277.967,3 millones a junio del 2014 según datos publicados por la Autoridad Monetaria de Singapur, MAS. De otro lado, las reservas internacionales de Singapur (las 10.as mayores del mundo) caen bajo el manejo de dos conglomerados comerciales de inversión: Temasek Holdings y GIC Private Limited que —aunque pertenecen al gobierno— son independientes del mismo. Según My CBS, empresa que ha publicado en la web una serie de artículos sobre naciones sin deuda pública neta bajo el título "Joyas de Nuestro Tiempo: Países sin Deuda", los activos de GIC se calculaban al cierre de 2008 en $330.000 millones.

## Monedas
En 1967, se introdujeron las primeras series de monedas en denominaciones de 1, 5, 10, 20, 50 centavos y 1 dólar. Exceptuando la moneda de 1 centavo, todas las demás se acuñaron en cuproníquel. En 1985 se introdujo una nueva serie en las mismas denominaciones, solo que los tamaños, metales y diseños varían.
| Imagen | Denominación | Emisión   | Metal | Canto    | Diámetro (mm) | Peso (g) | Grosor (mm) | Anverso                                  | Reverso                                                    |
| ------ | ------------ | --------- | ----- | -------- | ------------- | -------- | ----------- | ---------------------------------------- | ---------------------------------------------------------- |
|        | 1 Centavo    | 1967-1984 | Cu+Zn | Liso     | 17,80         | 1,94     | 1,11        | Viviendas de protección oficial y fuente | 1 CENT - Espigas de arroz - SINGAPORE - año de acuñación   |
|        | 5 Centavos   | 1967-1984 | Cu+Ni | Estriado | 16,26         | 1,41     | 1,01        | Anhinga oriental                         | 5 CENTS - Espigas de arroz - SINGAPORE - año de acuñación  |
|        | 10 Centavos  | 1967-1984 | Cu+Ni | Estriado | 19,41         | 2,83     | 1,39        | Caballito de mar                         | 10 CENTS - Espigas de arroz - SINGAPORE - año de acuñación |
|        | 20 Centavos  | 1967-1984 | Cu+Ni | Estriado | 23,60         | 5,66     | 1,77        | Pez espada                               | 20 CENTS - Espigas de arroz - SINGAPORE - año de acuñación |
|        | 50 Centavos  | 1967-1984 | Cu+Ni | Estriado | 27,76         | 9,33     | 2,03        | Pez león                                 | 50 CENTS - Espigas de arroz - SINGAPORE - año de acuñación |
|        | 1 Dólar      | 1967-1984 | Cu+Ni | Estriado | 33,32         | 16,85    | 2,38        | León de Singapur                         | $1 - Espigas de arroz - SINGAPORE - año de acuñación       |

| Imagen | Denominación | Emisión | Metal                  | Canto                          | Diámetro (mm) | Peso (g) | Grosor (mm) | Anverso                                                                      | Reverso                            |
| ------ | ------------ | ------- | ---------------------- | ------------------------------ | ------------- | -------- | ----------- | ---------------------------------------------------------------------------- | ---------------------------------- |
|        | 1 Centavo    | 1985-   | Acero chapado en Cobre | Liso                           | 15,90         | 1,24     | 1,10        | Escudo de armas - SINGAPORE - SINGAPURA - 新加坡 - சிங்கப்பூர் - año de acuñación | 1 - ONE CENT - Orquídeas           |
|        | 5 Centavos   | 1985-   | Bronce de Aluminio     | Estriado                       | 16,75         | 1,56     | 1,22        | Escudo de armas - SINGAPORE - SINGAPURA - 新加坡 - சிங்கப்பூர் - año de acuñación | 5 - FIVE CENTS - Costilla de Adán  |
|        | 10 Centavos  | 1985-   | Cu+Ni                  | Estriado                       | 18,50         | 2,60     | 1,38        | Escudo de armas - SINGAPORE - SINGAPURA - 新加坡 - சிங்கப்பூர் - año de acuñación | 10 - TEN CENTS - Jazmín estrellado |
|        | 20 Centavos  | 1985-   | Cu+Ni                  | Estriado                       | 21,36         | 4,50     | 1,72        | Escudo de armas - SINGAPORE - SINGAPURA - 新加坡 - சிங்கப்பூர் - año de acuñación | 20 - TWENTY CENTS - Caliandra      |
|        | 50 Centavos  | 1985-   | Cu+Ni                  | Estriado REPUBLIF OF SINGAPORE | 24,66         | 7,29     | 2,06        | Escudo de armas - SINGAPORE - SINGAPURA - 新加坡 - சிங்கப்பூர் - año de acuñación | 50 - FIFTY CENTS - Trompeta de oro |
|        | 1 Dólar      | 1985-   | Bronce de Aluminio     | Estriado REPUBLIF OF SINGAPORE | 22,40         | 6,30     | 2,40        | Escudo de armas - SINGAPORE - SINGAPURA - 新加坡 - சிங்கப்பூர் - año de acuñación | $1 - ONE DOLLAR - Lochnera rosea   |

El 21 de febrero de 2013, la Autoridad Monetaria de Singapur anunció una nueva serie de monedas en denominaciones de 5, 10, 20, 50 centavos y 1 dólar, que entró en circulación el 26 de junio de 2013, con iconos y referencias nacionales. 
| Imagen | Denominación | Emisión | Metal                  | Canto    | Diámetro (mm) | Peso (g) | Grosor (mm) | Anverso                                                                      | Reverso                                 |
| ------ | ------------ | ------- | ---------------------- | -------- | ------------- | -------- | ----------- | ---------------------------------------------------------------------------- | --------------------------------------- |
|        | 5 Centavos   | 2013-   | Latón chapado en acero | Liso     | 16,75         | 1,7      | 1,22        | Escudo de armas - SINGAPORE - SINGAPURA - 新加坡 - சிங்கப்பூர் - año de acuñación | Valor facial - The Esplanade            |
|        | 10 Centavos  | 2013-   | Acero niquelado        | Estriado | 18,50         | 2,36     | 1,38        | Escudo de armas - SINGAPORE - SINGAPURA - 新加坡 - சிங்கப்பூர் - año de acuñación | Valor facial - Edificio                 |
|        | 20 Centavos  | 2013-   | Acero niquelado        | Estriado | 21,00         | 3,85     | 1,72        | Escudo de armas - SINGAPORE - SINGAPURA - 新加坡 - சிங்கப்பூர் - año de acuñación | Valor facial - Aeropuerto internacional |
|        | 50 Centavos  | 2013-   | Acero niquelado        | Estriado | 23,00         | 6,56     | 2,45        | Escudo de armas - SINGAPORE - SINGAPURA - 新加坡 - சிங்கப்பூர் - año de acuñación | Valor facial - Puerto Singapur          |
|        | 1 Dólar      | 2013-   | Bimetalica             |          | 24,65         | 7,62     | 2,50        | Escudo de armas - SINGAPORE - SINGAPURA - 新加坡 - சிங்கப்பூர் - año de acuñación | 1 DOLLAR - Merlion                      |

## Billetes
El 12 de junio de 1967, se emitieron las primeras series de billetes conocidos como la "Serie de las Orquídeas". Se introdujeron las denominaciones de 1, 5, 10, 50, 100 y 1000 dólares. En 1972 se añadieron denominaciones de 25 y 500 dólares, seguidos de los billetes de 10 000 dólares en 1973. Entre 1976 y 1980 se introdujo una nueva serie, conocida como la "Serie de los Pájaros". Esta serie añadió una denominación de 20 dólares en 1979. La "Serie de los Barcos" se introdujo entre 1985 y 1989 en las mismas denominaciones excepto porque no se introdujo el billete de 20 dólares, y se añadió uno de 2 dólares.
La serie actual se introdujo en 1999, con la omisión de las denominaciones de 1 y 500 dólares. En los billetes aparece el retrato del primer presidente de la República de Singapur, Yusof Ishak. Esta serie tiene billetes impresos en papel normal y en polímero.
También se emiten billetes conmemorativos en cantidades concretas, como por ejemplo el de 20 dólares emitido el 27 de junio de 2007 para conmemorar los cuarenta años del acuerdo monetario entre Singapur y Brunéi.
| Denominación   | Color predominante | Dimensiones | Descripción del anverso                                                                                | Descripción del reverso |
| -------------- | ------------------ | ----------- | --- | --- |
| 2 Dólares      | Violeta            | 126 x 63 mm | 2 - TWO DOLLARS - Yusof Ishak - Escudo de armas - SINGAPORE - 新加坡 - சிங்கப்பூர் - SINGAPURA              | 2 - Estudiantes - Victoria Bridge School - Raffles Institution - Facultad de Medicina |
| 5 Dólares      | Verde              | 133 x 66 mm | 5 - FIVE DOLLARS - Yusof Ishak - Escudo de armas - SINGAPORE - 新加坡 - சிங்கப்பூர் - SINGAPURA             | 5 - Jardín Botánico de Singapur - Tembusu |
| 10 Dólares     | Rojo               | 141 x 69 mm | 10 - TEN DOLLARS - Yusof Ishak - Escudo de armas - SINGAPORE - 新加坡 - சிங்கப்பூர் - SINGAPURA             | 10 - Deportistas |
| 20 Dólares     | Amarillo           | 145 x 69 mm | 20 - TWENTY DOLLARS - Yusof Ishak - Escudo de armas - SINGAPORE - 新加坡 - சிங்கப்பூர் - SINGAPURA          | 20 - Vista de la ciudad de Singapur - Mezquita de Omar Ali Saifuddin en Bandar Seri Begawan - FORTY YEARS CURRENCY INTERCHANGEABILITY AGREEMENT 1967-2007 - SINGAPORE - BRUNEI DARUSSALAM |
| 50 Dólares     | Azul               | 156 x 74 mm | 50 - FIFTY DOLLARS - Yusof Ishak - Escudo de armas - SINGAPORE - 新加坡 - சிங்கப்பூர் - SINGAPURA           | 50 - Instrumentos musicales: flauta china, kompang malayo, veena india y violín |
| 100 Dólares    | Naranja            | 162 x 77 mm | 100 - ONE HUNDRED DOLLARS - Yusof Ishak - Escudo de armas - SINGAPORE - 新加坡 - சிங்கப்பூர் - SINGAPURA    | 100 - Voluntarios de la Cruz Roja de Singapur, la Brigada de St. John's Ambulance y el Cuerpo de Cadetes de la Policía Nacional                                                           |
| 1.000 Dólares  | Violeta            | 170 x 83 mm | 1000 - ONE THOUSAND DOLLARS - Yusof Ishak - Escudo de armas - SINGAPORE - 新加坡 - சிங்கப்பூர் - SINGAPURA  | 1000 - Edificio Istana - Parlamento de Singapur - Corte Suprema de Justicia |
| 10.000 Dólares | Amarillo           | 180 x 90 mm | 10000 - TEN THOUSAND DOLLARS - Yusof Ishak - Escudo de armas - SINGAPORE - 新加坡 - சிங்கப்பூர் - SINGAPURA | 10000 - Microchip - Técnico con ordenador - Secuencia de una proteína |